# Ijime, Dame, Zettai
Ijime, Dame, Zettai (jap. イジメ、ダメ、ゼッタイ, dt. etwa „Nie wieder Schikane“, im Englischen gelegentlich als No More Bullying, Forever oder IDZ bezeichnet) ist ein Lied der japanischen Metal-Band Babymetal, das Elemente von Speed Metal und J-Pop vereint. Es handelt sich um die erste Single von Babymetal bei einem Major-Label und wurde in Japan am 9. Januar 2013 veröffentlicht. Sie enthält als B-Seite das Lied Catch Me If You Can. Beide Lieder sind auch auf dem im Jahr 2014 veröffentlichten Debütalbum Babymetal zu finden.

## Veröffentlichung
Die bevorstehende Veröffentlichung wurde nach einem Konzert im Shibuya O-East in Tokio am 6. Oktober 2012 bekanntgegeben. Ein kurzer Ausschnitt war auf dem offiziellen YouTube-Kanal der Band zu sehen, in einem Video namens Babymetal – My First Heavy Metal in Tokyo 2012. Die Single wurde am 9. Januar 2013 in vier Versionen veröffentlicht: eine Standard-Version sowie drei limitierte Versionen namens „I“, „D“ und „Z“. Die DVD der limitierten Versionen enthielten entweder zusätzliches Filmmaterial zum Musikvideo von Ijime, Dame, Zettai oder die Aufnahme eines Live-Auftritts von Babymetal. Besucher der Konzertreihe Legend I, D, Z Apocalypse erhielten eine Promo-Version mit einem Cover, auf dem jeweils eines der drei Bandmitglieder abgebildet war. Im Gegensatz zu den bisher von Jūonbu Records herausgegebenen Singles wurde keines der auf Ijime, Dame, Zettai erschienenen Lieder zusätzlich auf einem Album von Sakura Gakuin veröffentlicht.

## Komposition

### Ijime, Dame, Zettai
Der Stil von Ijime, Dame, Zettai ist Speed Metal, der Liedtext ruft zum Kampf gegen Mobbing auf. Dabei kontrastiert der ernsthafte Leadgesang von Suzuka Nakamoto (Su-metal) mit dem aufmunternd klingenden Backgroundgesang von Yui Mizuno (Yuimetal) und Moa Kikuchi (Moametal). Gesungen wird das Lied in cis-Moll, wechselt in der Bridge zu f-Moll und gis-Moll, um schließlich in e-Moll zu enden. Die Gitarrensoli der „Nemesis-Version“ auf den limitierten Editionen der Single stammen von Christopher Amott, dem früheren Gitarristen der Band Arch Enemy.

### Weitere Lieder
Die gleichen Autoren, die für die vorherige Single Headbanger verantwortlich waren, produzierten auch die B-Seite. Das Lied Catch Me If You Can enthält Elemente von Industrial Metal sowie ein Death-Growl-Intermezzo, das vom japanischen Namahage-Volksbrauch inspiriert ist. Der humoristische Liedtext handelt von Mädchen, die mit Dämonen Verstecken spielen; hinzu kommt eine Anspielung auf das Märchen Die roten Schuhe von Hans Christian Andersen.
Babymetal Death (nur auf den limitierten Editionen erhältlich) beginnt mit einem symphonischen Intro und leitet zu einem Death-Metal-Hauptteil über, in dem aggressive Stimmen Buchstabe für Buchstabe die Worte „Babymetal Death“ herausschreien. Der minimalistische Liedtext ist eine Wortspielerei, die sich die Stimmlosigkeit des Vokals /u/ in vielen japanischen Dialekten zunutze macht; dabei wird Death (engl. „Tod“) gleichlautend mit desu. Als Folge davon kann Babymetal Death auch als Babymetal desu („wir sind Babymetal“) verstanden werden. Laut dem Produzenten Kobametal war der kurze Teaser des Lieds, der als Bonus auf Headbanger!! veröffentlicht worden war, eine Hommage an You Suffer von Napalm Death.

## Rezeption
Rolling Stone Japan fand das Lied Ijime, Dame, Zettai „überaus vorzüglich“. Trotz des eher bedrückenden Mobbing-Themas sei es sehr unkompliziert und angereichert mit niedlichen Zwischenrufen, was für eine Balance zwischen Ernsthaftigkeit und Humor sorge.

## Chartplatzierungen
| Charts            | Höchste Platzierung |
| ----------------- | ------------------- |
| Japan (Oricon)    | 6                   |
| Japan (Billboard) | 14                  |

## Musikvideo
Eine Kurzversion des Musikvideos zu Ijime, Dame, Zettai wurde am 8. November 2012 veröffentlicht. Die vollständige Version erschien am 27. November auf dem offiziellen YouTube-Kanal von Babymetal.
Das Video zeigt eine dystopische Welt, in der Metal-Musik verfolgt wird und ihre Fans schikaniert werden. Um diesen Zustand zu bekämpfen, werden die drei Mädchen von Babymetal heraufbeschworen. Sie sorgen für eine Wiederbelebung des Geists von Metal und rufen zum Widerstand auf. Die im Video getragenen Kostüme sind rot und schwarz, ebenso die von Jeanne d’Arc inspirierten mittelalterlichen Rüstungen. Während der Bridge des Lieds kämpfen Mizuno und Kikuchi miteinander in einer Art „Metal-Gitarrenschlacht“ und verwenden dabei Gitarren, die in den ersten Szenen des Videos noch verkrümmt und beschädigt waren.
Eine Live-Version des Liedes, aufgenommen beim Sonisphere Festival 2014 in Knebworth, wurde am 26. August 2015 ebenfalls als Musikvideo auf den YouTube-Kanal hochgeladen. Bis März 2019 wurden die Videos auf YouTube über 22 bzw. 8,8 Millionen Mal angeschaut.

## Trackliste
| Nr.          | Titel                                        | Autor(en)                                          | Länge |
| ------------ | -------------------------------------------- | -------------------------------------------------- | ----- |
| 1.           | Ijime, Dame, Zettai (イジメ、ダメ、ゼッタイ) | Nakametal, Tsubometal, Kxbxmetal, Takemetal, Kyoto | 6:06  |
| 2.           | Catch Me If You Can                          | Edometal, Narasaki, Narametal                      | 3:57  |
| 3.           | Ijime, Dame, Zettai (Air Vocal Ver.)         |                                                    | 6:06  |
| 4.           | Catch Me If You Can (Air Vocal Ver.)         |                                                    | 3:57  |
| Gesamtlänge: | Gesamtlänge:                                 | Gesamtlänge:                                       | 20:06 |

| Nr.          | Titel                                        | Autor(en)                                          | Länge |
| ------------ | -------------------------------------------- | -------------------------------------------------- | ----- |
| 1.           | Ijime, Dame, Zettai (イジメ、ダメ、ゼッタイ) | Nakametal, Tsubometal, Kxbxmetal, Takemetal, Kyoto | 6:06  |
| 2.           | Babymetal Death                              | Kitsune of Metal God, Yuyoyuppe                    | 5:48  |
| 3.           | Ijime, Dame, Zettai (Nemesis Ver.)           |                                                    | 6:06  |
| Gesamtlänge: | Gesamtlänge:                                 | Gesamtlänge:                                       | 18:00 |

## Mitwirkende
(Angaben gemäß Booklet der Standardversion und der limitierten Version I von Ijime, Dame, Zettai)
- Suzuka Nakamoto (Su-Metal): Leadgesang
- Yui Mizuno (Yuimetal): Gesang
- Moa Kikuchi (Moametal): Gesang
- Kei Kobayashi (Kobametal, Kxbxmetal, Kitsune of Metal God): Executive Producer, Text, Musik
- Millennium Japan: Executive Producer
- Tucky: Mastering
- Christopher Amott: Gitarre
- Norikazu Nakayama (Nakametal): Text
- Tatsuya Tsubono (Tsubometal): Text, Musik
- Shion Hirota (Edometal): Text
- Takeru Yōda (Takemetal): Musik
- Nobuki Narasaki: Musik
- Kyoto (教頭): Arrangement
- Takehiro Mamiya (Yuyoyuppe): Arrangement, Abmischung
- Naoki Ibaraki: Tonaufnahme
- Taro Isomura: Abmischung
- Seiji Toda: Tonaufnahme, Abmischung
- Masahiro Tamoto: Assistent
- Shinya Yamazaki: Assistent